# Энтория
Энтория (лат. Entoria) ― персонаж древнеримской мифологии, дочь римского крестьянина, которая родила от бога земледелия Сатурна (Крона) четырёх сыновей: Януса, Гимна, Фауста и Феликса. 
Сатурн в обличии человека однажды нанёс визит отцу Энтории и был им гостеприимно встречен в его доме. Сатурн учинил насилие над Энторией, и у неё от него родилось четверо сыновей. Бог научил отца Энтории правильно культивировать виноградную лозу и готовить вино, предписывая ему научить своих соседей тем же самым навыкам. Так крестьянин и поступил. Однако деревенские жители, которые сильно опьянели после испития нового напитка, подумали, что это был яд, и до смерти побили своего соседа камнями. Его внуки, сыновья Энтории, из-за горя повесились.
Многими годами позже среди римлян разразилась чума. Дельфийский оракул поведал им, что болезнь стала наказанием Сатурна за их преступление. Лутаций Катул, чтобы смыть со своего народа грех, повелел воздвигнуть храм на Тарпейской скале и алтарь с четырьмя лицами. Четыре лица здесь ― это, возможно, либо четверо сыновей Энтории, либо четыре времени года.
В общем и целом миф об Энтории и её отце-виноделе повторяет древнегреческий миф о первом виноделе ― Икарии.